# Jerzy Topolski

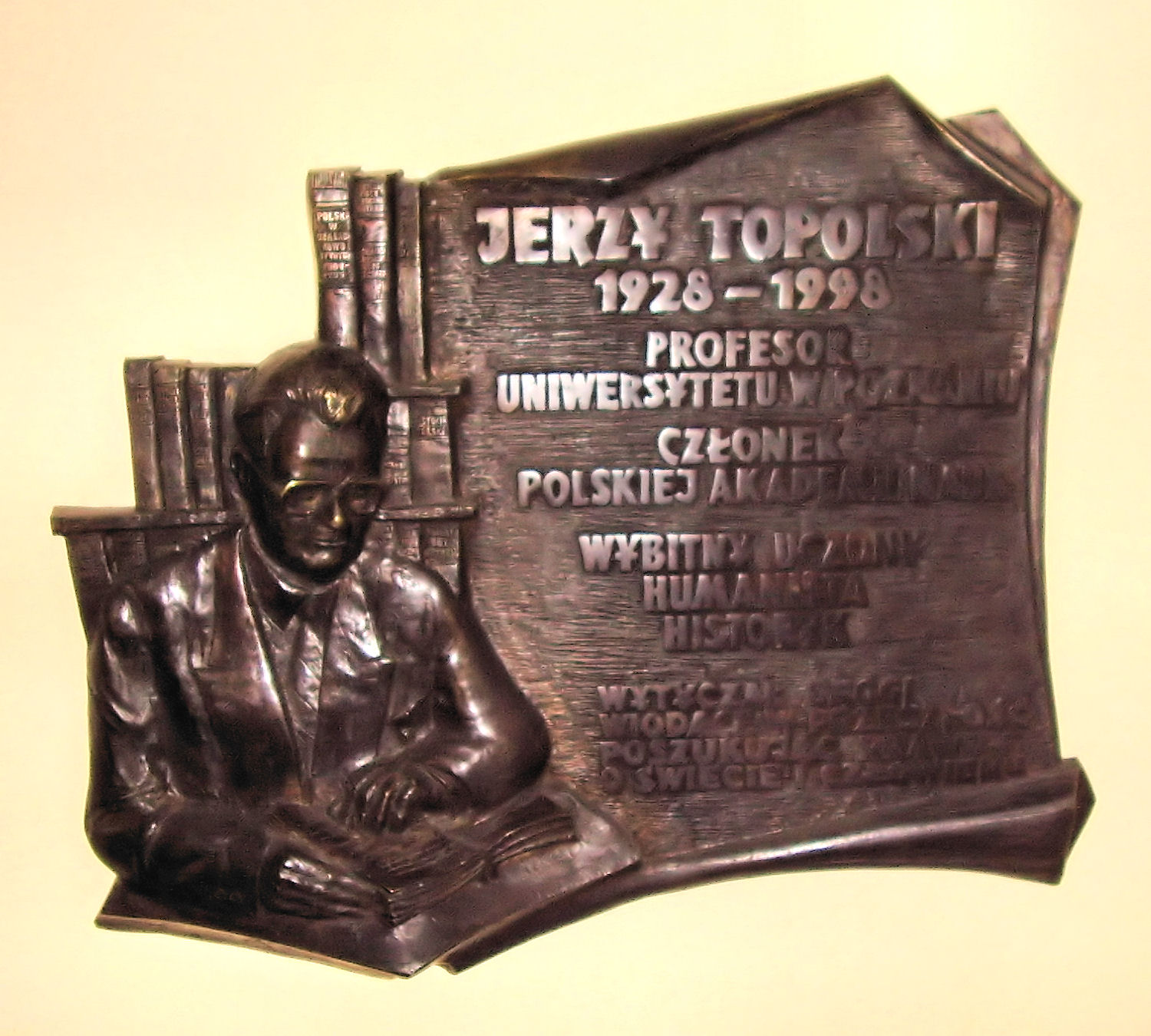
Placa en honor de Jerzy Topolski en Poznań.

Jerzy Topolski (Poznań, 20 de septiembre de 1928 – 21 de diciembre de 1998) fue un historiador polaco.

## Trayectoria
Estudió en la Universidad Adam Mickiewicz de Poznań (Uniwersytet im. Adama Mickiewicza w Poznaniu) entre 1946 y 1950, y en 1951 obtuvo el doctorado en la  Universidad Nicolás Copérnico de Toruń. Fue profesor de historia en la universidad de su ciudad natal, de la que fue rector adjunto en 1968-1981 y director del Instituto de Historia en 1981-1987. Entre 1991 y 1992 ocupó el puesto de fellow del Netherlands Institute for Advanced Study in the Humanities and Social Sciences (Países Bajos) entre 1991 y 1992. Miembro de la Academia Polaca de Ciencias. Fue profesor visitante en distintas universidades de Bélgica, Francia, España, Países Bajos, Alemania, Italia, Canadá y los Estados Unidos.
Su obra comprende más de 30 libros y cientos de artículos. Su especialidad fue la historia moderna de Polonia y Europa, la historia de la historiografía y la teoría y metodología de la historia. Sostenía que la comprensión histórica se realiza en tres perspectivas: la ontológica, la metodológica y la axiológica. Varias de sus aportaciones, como el concepto denominado en polaco wiedza pozaźródłowa ("conocimiento basado en otras fuentes"), se divulgaron en la comunidad científica.
Junto con Leszek Nowak y Kmita Jerzy se le considera el fundador de la escuela de Poznań de metodología, basada en el materialismo histórico marxista, pero rechazando el dogmatismo predominante en los entornos académicos del bloque comunista y abierto a las corrientes historiográficas de Europa occidental. Fue calificado como revisionista por parte de sus críticos, especialmente en la Unión Soviética y la República Democrática Alemana, países en los que se le dificultó la publicación.